# Attentat de la rue Marbeuf
L'attentat de la rue Marbeuf est un attentat à la bombe perpétré le 22 avril 1982 rue Marbeuf à Paris devant l’immeuble qui abritait au troisième étage le siège du journal libanais Al Watan al Arabi.

## Déroulement et suites judiciaires
La voiture piégée cause un mort : Nelly Guillerme, une femme enceinte de 30 ans, et 63 blessés. Cette Opel de couleur orange, immatriculée en Autriche, a explosé à 9 h 01 devant le 33 de la rue Marbeuf.
Le journal, connu pour ses positions pro-irakiennes en plein conflit irano-irakien, avait déjà été la cible d’un colis piégé, et son personnel menacé à plusieurs reprises. Les services secrets syriens sont dans un premier temps suspectés . Dans la journée, le ministre de l'Intérieur Gaston Defferre déclare persona non grata un attaché de l'ambassade de Syrie à Paris. 
Trois autres attentats perpétrés en France, dans le train du Capitole en mars 1982, rue Marbeuf, et en décembre 1983 contre un TGV à Tain-l'Hermitage et Marseille soutiennent la théorie de la piste Carlos.
En 2011, c’est le terroriste Carlos qui est jugé pour ces faits attribués par l'accusation comme un moyen de pression pour obtenir la libération de sa compagne allemande Magdalena Kopp et du Suisse Bruno Bréguet, tous deux membres de son groupe, qui avaient été arrêtés à Paris en février 1982 avec des armes et des explosifs.